# Басандайка (река)
Басанда́йка — река в Томске и Томском районе Томской области России, правый приток Томи. Получила название по имени князьца Басандая, жившего со своим родом в этих местах.
Исток Басандайки находится в районе остановочного пункта «28 км» Томской ветви, устье — на южной окраине Томска, между посёлками Басандайка и Аникино, в 78 км от устья Томи.
Длина реки — 57 км, из них 3,9 км — в пределах Томска. Площадь водосбора — 409 км². Средняя глубина — от 0,5 до 0,7 м. Среднегодовой расход воды — 2,34 м³/с.

## Бассейн
(расстояние от устья)
- Бордянка (правый) (ниже д. Писарево)[5]
- Васильевка (левый)
  - Арламовка (левый)
- 16 км: Нефёдовка (левый)
- Лесная (левый)
  - Клюквенная (левый)
- 29 км: Такова (правый)
- Согра (левый)
- Песчаная (правый)
- 38 км: Ломовая (левый)
  - Черёмуховая
- Таловка (правый)
- 47 км: Берёзовая (левый)
  - Светленькая (левый)

## Населённые пункты
На реке расположены населённые пункты: Заречный, Петухово, Вороново, Некрасово, Богашёво, Стеклозавод, Просекино, Писарево, Ключи, Томск.
Посёлок Басандайка Томского района, несмотря на название, расположен не на самой Басандайке, а на её правом притоке. Недалеко от истока Басандайки расположены Таловские известковые чаши.

## Право пользования
Зарегистрировано право пользования водным объектом с целью сброса сточных, в том числе дренажных, вод за следующими организациями:
- на 4.92 км от устья — ООО «КП Ключи»;
- на 5 км от устья — ФБУ ЦР ФСС РФ «Ключи»;
- на 13 км от устья — ООО «Водоресурс»;
- на 26 км от устья — ЗАО «Дипстройсервис» (замеченное в превышении нормативов допустимых сбросов сточных вод и засорении водоохранной зоны промышленно-бытовым мусором[7][значимость факта?], а также в порче внешнего вида больших площадей пойменной территории[8][значимость факта?]).

## Достопримечательности
В долине Басандайки находятся археологические памятники, датирующиеся временем от неолита до XVI—XVII веков, в том числе городище VI—VIII веков, исследованное Л. М. Плетнёвой, О. Б. Беликовой, а также памятник природы — геологическое обнажение.
В долине реки находятся несколько кедровников — памятников природы: Аксёновский, Белоусовский, Богашёвский, Вороновский, Лоскутовский, Магадаевский, Некрасовский, Петуховский, а также Басандайский лесопарк и пойменный смешанный лес у остановочного пункта Каштак. Известны также находящиеся рядом с рекой Шубинское и Ивановское болота.

## Галерея
- Басандайка в XIX веке
- Стреж возле Каштака
- Возле Некрасово
- Возле Некрасово
- Возле впадения Нефёдовки
- Брод возле Лучаново